# FENCE OF DEFENSE 25th ANNIVERSARY LIVE
『FENCE OF DEFENSE 25th ANNIVERSARY LIVE』（フェンス・オブ・ディフェンス トゥエンティーフィフス アニバーサリー・ライブ）は、2014年9月22日にDVD規格で発売されたFENCE OF DEFENSEの映像作品。

## メンバー
- 北島健二：ギター
- 西村麻聡：ベース、シンセサイザー、ヴォーカル
- 山田亘：ドラム、パーカッション

## サポートメンバー
- ピストルバルブ：サックス、トランペット、トロンボーン、ユーフォニアム、ヴァイオリン、ターンテーブル
- 織田哲郎：ギター
- 小室哲哉：キーボード

## 解説
2012年6月22日にSHIBUYA-AXにて行われたライブ『FENCE OF DEFENSE 25th ANNIVERSARY LIVE AT SHIBUYA-AX』の模様を収録。
ライブの当日にはゲストとしてPistrol Valveや織田哲郎、小室哲哉が駆けつけた。

## 収録曲
1. TIME
  - 作詞:柳川英巳、早咲めぐみ、西村麻聡 作曲:北島健二、西村麻聡 編曲:FENCE OF DEFENSE
2. FATHIA
  - 作詞:FENCE OF DEFENSE 作曲:西村麻聡 編曲:FENCE OF DEFENSE
3. MIDNIGHT FLOWER
  - 作詞:柳川英巳 作曲:北島健二、西村麻聡、山田亘 編曲:FENCE OF DEFENSE
4. I'm so glad
  - 作詞:K.INOJO 作曲:北島健二、西村麻聡、山田亘 編曲:FENCE OF DEFENSE
5. RIGHT NOW
  - 作詞:室井美樹 作曲:西村麻聡 編曲:FENCE OF DEFENSE
6. VIOLET SONG
  - 作詞:K.INOJO 作曲:北島健二、西村麻聡、山田亘 編曲:FENCE OF DEFENSE
7. STRANGE BLUE
  - 作詞:柳川英巳 作曲:西村麻聡 編曲:FENCE OF DEFENSE
8. PEACE LOVIN' MAN
  - 作詞:FENCE OF DEFENSE、早咲めぐみ 作曲・編曲:FENCE OF DEFENSE
9. 9.9.9
  - 作詞・作曲:西村麻聡 編曲:FENCE OF DEFENSE
10. 続・新世界
  - 作詞・作曲:西村麻聡 編曲:FENCE OF DEFENSE
11. DIZZY ACTION
  - 作詞・作曲:西村麻聡 編曲:FENCE OF DEFENSE
12. KICK DEVIL ROX
  - 作詞・作曲・編曲:西村麻聡
13. DRIVE ALIVE ～新世界～
  - 作詞・作曲:西村麻聡 編曲:FENCE OF DEFENSE
14. DOGGIE HORSE
  - 作詞・作曲:西村麻聡 編曲:FENCE OF DEFENSE
15. ROCKET BOY
  - 作詞・作曲:西村麻聡 編曲:FENCE OF DEFENSE
16. 恋の独裁者
  - 作詞:FENCE OF DEFENSE 作曲:西村麻聡 編曲:FENCE OF DEFENSE
17. SOUL X-PLOSION
  - 作詞:石川雅敏、西村麻聡 作曲:西村麻聡 編曲:FENCE OF DEFENSE
18. BURN
  - 作詞:	FENCE OF DEFENSE 作曲:西村麻聡 編曲:FENCE OF DEFENSE
19. もう一度EMOTION
  - 作詞:神沢礼江 作曲:西村麻聡 編曲:FENCE OF DEFENSE
20. GALAXIAN
  - 作詞・作曲:西村麻聡 編曲:FENCE OF DEFENSE